# L. Patrick Gray
L. Patrick Gray (18. červenec 1916, St. Louis, Montana – 6. červenec 2005) byl od 3. května 1972 do 30. dubna 1973 prozatímním ředitelem FBI.

## Život
Roku 1940 absolvoval akademii v Annapolisu, po studiu práv se účastnil volebních kampaní Richarda Nixona v letech 1960 a 1968 Poté vstoupil do jeho administrativy a od roku 1969 byl zástupcem Ministra spravedlnosti USA.

### Watergate
Pří svědeckém výslechu doznal, že dal štábu Bílého domu záznamy o aféře Watergate a jiné na žádost prezidentových poradců Johna D. Ehrlichmana a Johna W. Deana zničil. Richard Nixon jeho kandidaturu na ředitele FBI stáhl 5. dubna 1973 a Gray 27. dubna rezignoval na post prozatímního ředitele FBI. Gray nebyl obviněn ze žádného trestného činu v souvislosti s aférou Watergate.
| Ředitel FBI              | Ředitel FBI                                                | Ředitel FBI                   |
| ------------------------ | ---------------------------------------------------------- | ----------------------------- |
| Předchůdce: Clyde Tolson | 3. května 1972 – 30. dubna 1973 prozatímní L. Patrick Gray | Nástupce: William Ruckelshaus |